# Битва под Торжком
Битва под Торжком — сражение 17 июня 1609 года между передовыми отрядами русско-шведского войска во главе с князем Михаилом Скопиным-Шуйским и Якобом Делагарди и войском польско-литовских интервентов, воевавших за Лжедмитрия II, во главе с Александром Зборовским. Окончилась поражением войска интервентов и его отступлением.

## Предыстория
Посланный осаждённым в Москве царём Василием Шуйским князь Михаил Скопин-Шуйский заключил на севере России русско-шведский союз, привлёк на сторону России войско шведских наёмников, а также собрал русское войско. После того, как передовой отряд во главе с Фёдором Чулковым и Эвертом Горном разбил отряд интервентов во главе с Яном Кернозицким в битве под Торопцем, русская и шведская армии выступили из Новгорода и двинулись на Торжок. Сам стратегически важный город «отложился» от самозванца, а его деревянная крепость была занята заблаговременно высланным 4-тысячным русско-шведским отрядом Корнилы Чеглокова, Клауса Боя и Отто Гелмера. Позже к ним присоединились 1000 ратников Семёна Головина и Эверта Горна.
13-тысячное войско интервентов, стягиваемое под Торжок для того, чтобы предотвратить продвижение армии Скопина-Шуйского на Москву, состояло из 8-тысячного отряда Кернозицкого (2 тысячи польских гусар, а также 6 тысяч запорожских казаков и тушинцев), две тысячи польских копейщиков пана Зборовского, одна тысяча конницы под командованием тушинского воеводы Григория Шаховского, а также двух тысяч ратников из других польских полков. Однако к моменту сражения под Торжком интервенты успели подвести к городу менее половины своих войск.

## Ход битвы
Возглавлявший войско интервентов Зборовский пытался сходу взять город, но сделать это из-за сопротивления гарнизона не удалось. Возникший в деревянном кремле пожар удалось потушить. На помощь к гарнизону Торжка подоспел отряд Головина и Горна. После этого войска выстроились друг против друга в боевых порядках. Зборовский начал сражение массированной атакой трёх рот тяжёлой панцирной конницы. Две из них натолкнулись на глубокую фалангу немецких пехотинцев, ощетинившихся длинными копьями, и вынуждены были отступить, понеся тяжёлые потери. Однако третья рота атакующих сумела смять на фланге русскую и шведскую конницу и погнать её к городским стенам. Но своевременная вылазка из города воеводы Корнилы Чеглокова помогла восстановить положение и позволила отступающей русско-шведской коннице совместно с подоспевшими силами перейти в контратаку. Интервенты были вынуждены покинуть поле боя. Узнав от пленных о наступлении крупного войска Скопина-Шуйского, Зборовский решил отступить в Тверь.

## Последствия
Несмотря на победные реляции Яна Петра Сапеги о крупных русско-шведских потерях, тактическая обстановка говорила о поражении интервентов. Отступив в Тверь, Зборовский не выполнил поставленную перед ним задачу — овладение Торжком и закрепление в нём, чтобы преградить путь основным силам Скопина-Шуйского. Польские потери были неожиданно большими. Также стало ясно, что тяжёлой польской коннице противостоит хорошо организованная и вооружённая армия, способная отбивать её нападения в полевых сражениях. В помощь Зборовскому под Тверь были отправлены крупные войсковые соединения, что свидетельствовало о большом беспокойстве в стане интервентов.
В Торжке тем временем постепенно собралось основное войско Скопина-Шуйского и Делагарди. Из Смоленска подошёл посланный воеводой Михаилом Шеиным князь Яков Барятинский с четырьмя тысячами ратников. Сформировав из русско-шведского войска полки, Скопин-Шуйский через некоторое время выступил в направлении Твери, под стенами которой состоялось Тверское сражение.